# Casa Richese
La Casa Richese es una de las Grandes Casas o familias nobles poseedoras de feudos planetarios en la serie de novelas de ciencia ficción Dune, escritas por el estadounidense Frank Herbert.
Cuando la Casa Vernius alcanzó su apogeo, la Casa Richese comenzó su declive. Esta gran casa basaba su poderío en la manufactura de productos tecnológicos. Siempre fue pionera en la investigación y aplicación de nuevas tecnologías, pero tal vez un exceso de celo a la hora de aplicar ciertos conceptos pseudoreligiosos heredados de la Yihad Butleriana, cosa en la que la Casa Vernius no ponía el menor reparo les hicieron entrar en un progresivo declive llegando hasta el punto de perder la categoría de Gran Casa. Para intentar recuperar parte del esplendor perdido, el Conde Ilban Richese decidió casar a su primogénita Helena con Paulus Atreides, duque de la emergente Casa Atreides, que de esta manera adquirió a manera de dote un directorio de la Compañía CHOAM y fortaleció aún más su posición en el consejo del Landsraad. De la unión de esta pareja nació Leto Atreides.
Históricamente, la Casa Richese fue la aliada de la Casa Harkonnen.
- Datos: Q3278965